# Anastrepha suspensa
Anastrepha suspensa är en tvåvingeart som först beskrevs av Friedrich Hermann Loew 1862.  Anastrepha suspensa ingår i släktet Anastrepha och familjen borrflugor. Inga underarter finns listade i Catalogue of Life.

## Bildgalleri

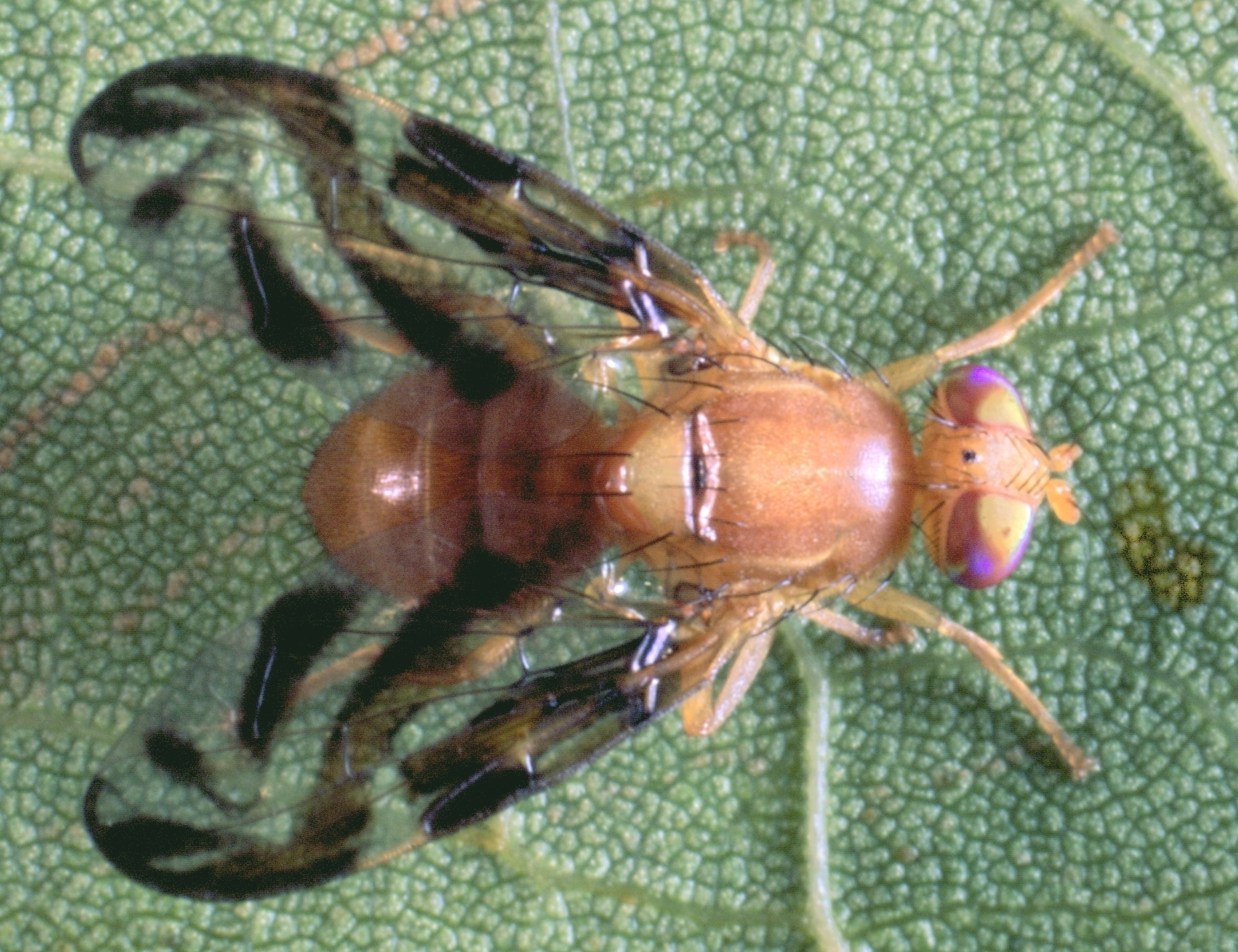
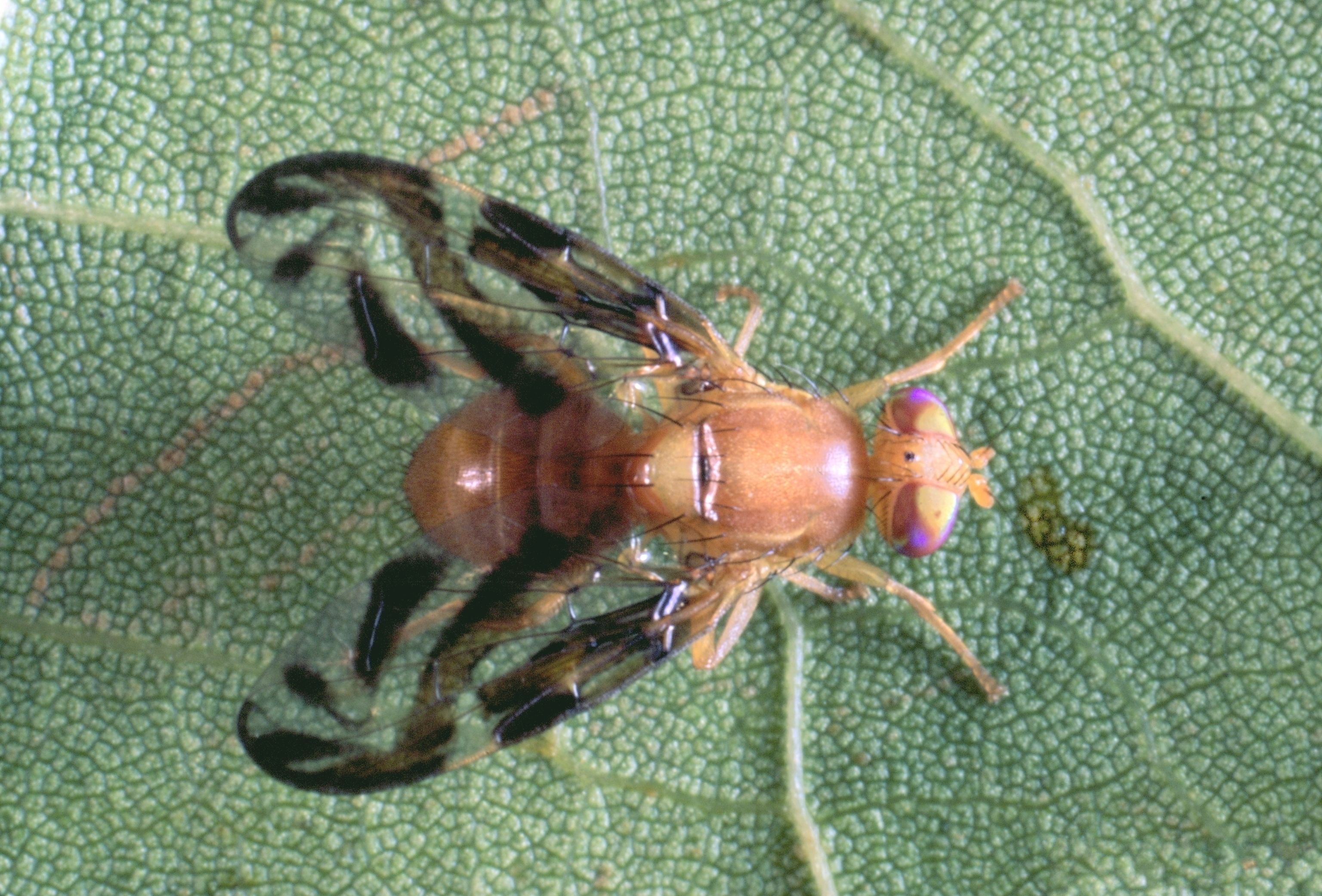
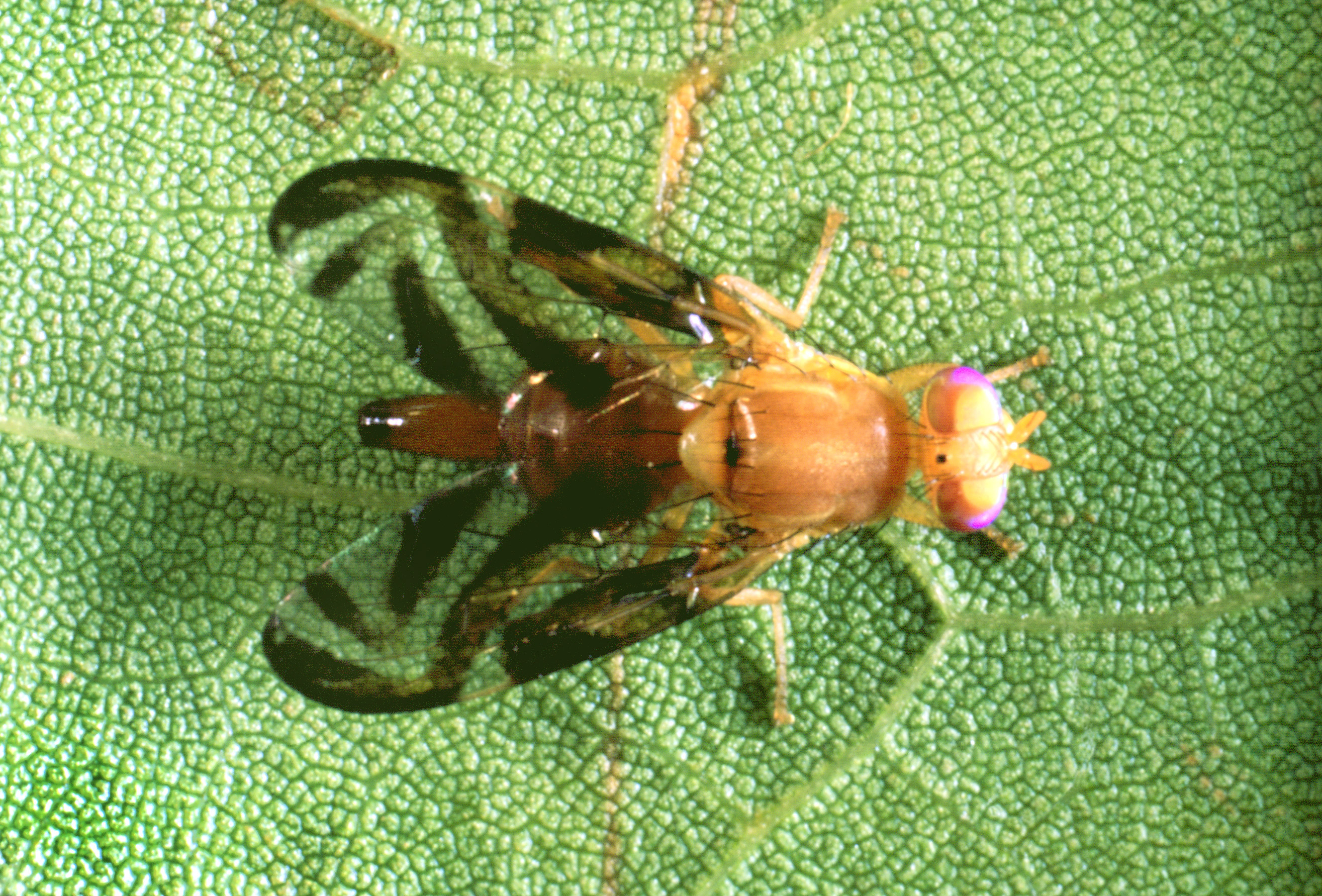
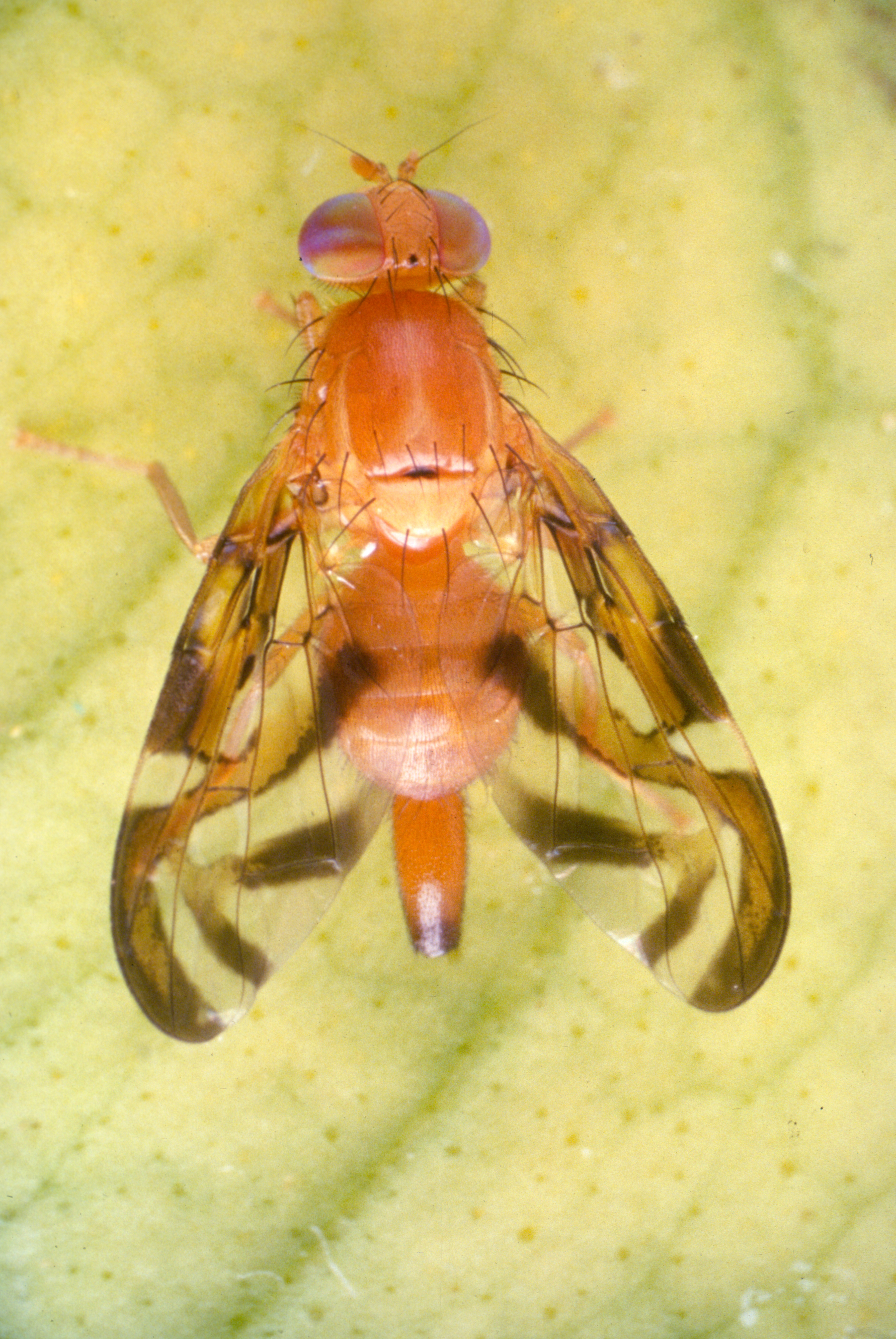
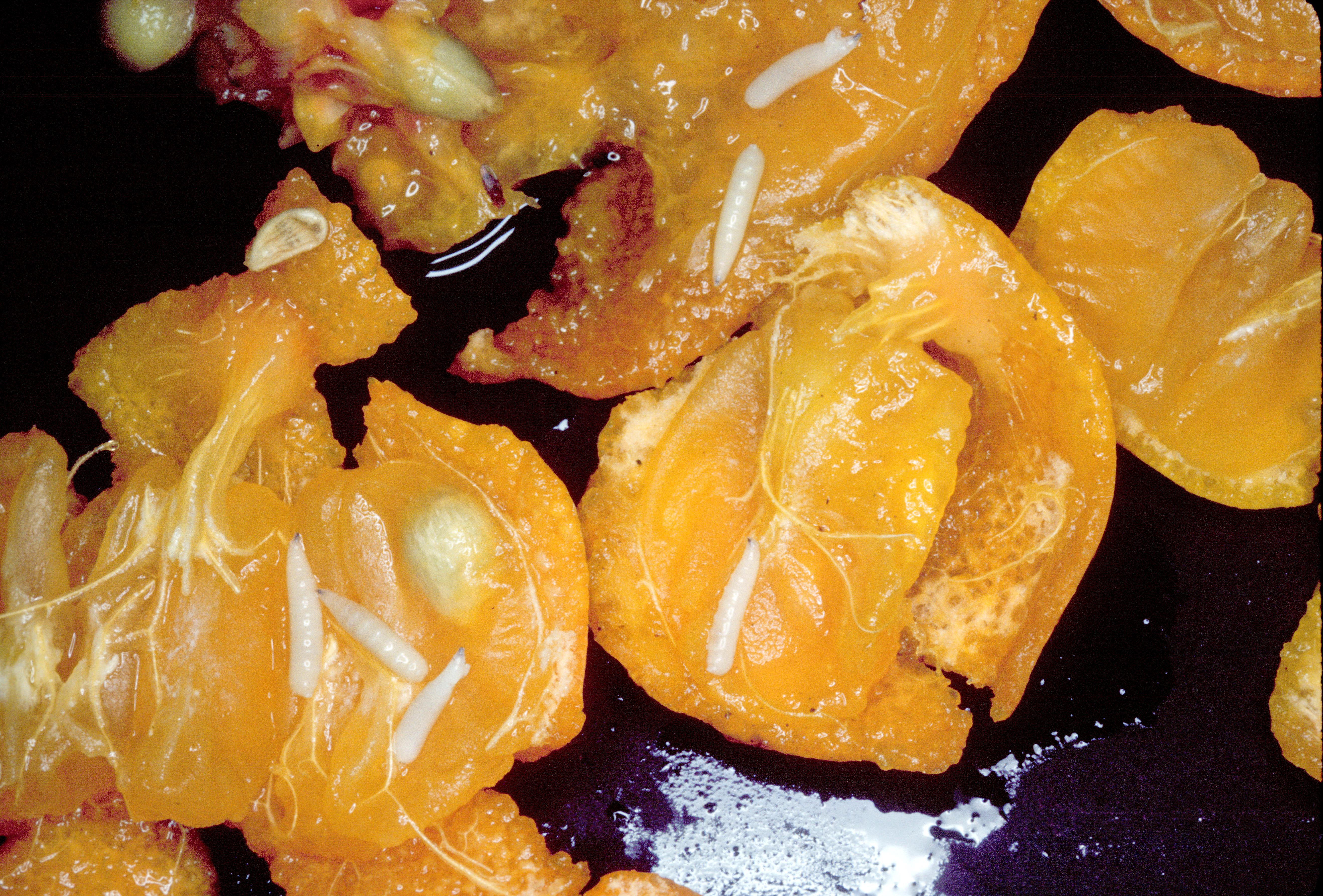